# Vráble
Vráble és una ciutat d'Eslovàquia. Es troba a la regió de Nitra, a 19 km al sud-est de la ciutat de Nitra, la capital de la regió. El 2021 tenia 8.488 habitants. És documentat per primera vegada el 1265.

## Demografia
| Godina             | 1994 | 2004   | 2014   | 2024   |
| ------------------ | ---- | ------ | ------ | ------ |
| Nombre de persones | 9653 | 9470   | 8804   | 8262   |
| Diferència         |      | −1,89% | −7,03% | −6,15% |

| Godina             | 2023 | 2024   |
| ------------------ | ---- | ------ |
| Nombre de persones | 8323 | 8262   |
| Diferència         |      | −0,73% |